# Linas Pilibaitis
Linas Pilibaitis est un footballeur international lituanien né le 5 avril 1985 à Kretinga en Lituanie.

## Carrière

### En sélection
Linas Pilibaitis est convoqué pour la première fois par le sélectionneur national Algimantas Liubinskas pour un match amical face à l'Albanie le 1er mars 2006. Il entre en jeu à la place de Mantas Savėnas à la 60e minute de jeu.
Il compte 29 sélections et 0 but avec l'équipe de Lituanie depuis 2006.

## Palmarès
- Avec le FBK Kaunas :
  - Champion de Lituanie en 2002, 2003 et 2006.
  - Vainqueur de la Coupe de Lituanie en 2005 et 2008.
  - Vainqueur de la Supercoupe de Lituanie en 2002 et 2006.
- Avec le Győri ETO
  - Vainqueur du Championnat de Hongrie en 2013
- Avec le Zalgiris Vilnius
  - Vainqueur de la Coupe de Lituanie en 2014 et 2015

## Statistiques détaillées

### En club
| Saison                | Club                  | Championnat           | Championnat | Championnat | Coupe(s) nationale(s) | Coupe(s) nationale(s) | Compétition(s) continentale(s) | Compétition(s) continentale(s) | Compétition(s) continentale(s) | Sélection | Sélection | Sélection | Total | Total |
| Saison                | Club                  | Division              | M.          | B.          | M.                    | B.                    | Comp.                          | M.                             | B.                             | Équipe    | M.        | B.        | M.    | B.    |
| 2002                  | FBK Kaunas            | A Lyga                | 3           | 0           | -                     | -                     | -                              | -                              | -                              | -         | -         | -         | 3     | 0     |
| 2003                  | FBK Kaunas            | A Lyga                | 0           | 0           | -                     | -                     | -                              | -                              | -                              | -         | -         | -         | 0     | 0     |
| 2004                  | FBK Kaunas            | A Lyga                | 4           | 0           | -                     | -                     | -                              | -                              | -                              | -         | -         | -         | 4     | 0     |
| 2004                  | Atlantas Klaipėda     | A Lyga                | 8           | 2           | -                     | -                     | -                              | -                              | -                              | -         | -         | -         | 8     | 2     |
| 2005                  | FBK Kaunas            | A Lyga                | 15          | 4           | -                     | -                     | -                              | -                              | -                              | -         | -         | -         | 15    | 4     |
| 2006                  | FBK Kaunas            | A Lyga                | 31          | 2           | -                     | -                     | -                              | -                              | -                              | Lituanie  | 3         | 0         | 34    | 2     |
| 2006 - 2007           | Heart of Midlothian   | Premier League        | 5           | 0           | -                     | -                     | -                              | -                              | -                              | -         | -         | -         | 5     | 0     |
| 2008                  | FBK Kaunas            | A Lyga                | 24          | 4           | -                     | -                     | C1                             | 6                              | 5                              | Lituanie  | 6         | 0         | 36    | 9     |
| 2008 - 2009           | Győri ETO             | NB I                  | 6           | 0           | -                     | -                     | -                              | -                              | -                              | Lituanie  | 4         | 0         | 10    | 0     |
| 2009 - 2010           | Győri ETO             | NB I                  | 27          | 1           | 2                     | 0                     | -                              | -                              | -                              | Lituanie  | 3         | 0         | 32    | 1     |
| 2010 - 2011           | Győri ETO             | NB I                  | 25          | 3           | 4                     | 2                     | C3                             | 8                              | 1                              | Lituanie  | 3         | 0         | 40    | 6     |
| 2011 - 2012           | Győri ETO             | NB I                  | 23          | 2           | 4                     | 0                     | -                              | -                              | -                              | Lituanie  | 6         | 0         | 33    | 2     |
| 2012 - 2013           | Győri ETO             | NB I                  | 3           | 0           | 1                     | 0                     | -                              | -                              | -                              | Lituanie  | 1         | 0         | 5     | 0     |
| Total sur la carrière | Total sur la carrière | Total sur la carrière | 174         | 18          | 11                    | 2                     | -                              | 14                             | 6                              | 0         | 26        | 0         | 225   | 26    |